# Distretto di Comilla
Il distretto di Comilla è un distretto del Bangladesh situato nella divisione di Chittagong. Si estende su una superficie di 3.146,30 km² e conta una popolazione di 5.387.288 abitanti (dato censimento 2011).

## Suddivisioni
Il distretto si suddivide nei seguenti sottodistretti (upazila):
- Barura
- Brahmanpara
- Burichang
- Comilla Sadar
- Comilla Sadar Dakshin
- Chandina
- Chauddagram
- Daudkandi
- Debidwar
- Homna
- Laksam
- Monohorgonj
- Meghna
- Muradnagar
- Nangalkot
- Titas